# Вейн Макснер
Вейн Макснер (англ. Wayne Maxner, 27 вересня 1942, Галіфакс — 27 липня 2023) — канадський хокеїст, що грав на позиції крайнього нападника. Згодом — хокейний тренер.

## Ігрова кар'єра
Професійну хокейну кар'єру розпочав 1963 року, грою за команду «Міннеаполіс Брюїнс».
Протягом професійної клубної ігрової кар'єри, що тривала 11 років, захищав кольори команд «Бостон Брюїнс», «Герші Берс», «Монреаль Вояжерс», «Спрінгфілд Кінгс» та «Сан-Франциско Сілс».
Загалом провів 62 матчі в НХЛ.
У 1963 році, виступаючи за команду «Ніагара-Фоллс Флаєрс», став володарем Трофея Реда Тілсона.

## Тренерська робота
1980 року розпочав тренерську роботу в НХЛ. Тренерська кар'єра обмежилася роботою з командою «Детройт Ред-Вінгс».

## Тренерська статистика
| Команда             | Сезон   | Регулярний сезон | Регулярний сезон | Регулярний сезон | Регулярний сезон | Регулярний сезон | Регулярний сезон | Плей-оф   |
| Команда             | Сезон   | І                | В                | П                | Н                | О                | Результат        | Результат |
| ------------------- | ------- | ---------------- | ---------------- | ---------------- | ---------------- | ---------------- | ---------------- | --------- |
| «Детройт Ред-Вінгс» | 1980-81 | 60               | 16               | 29               | 15               | (56)             | 5-е в ДН         | не вийшли |
| «Детройт Ред-Вінгс» | 1981-82 | 69               | 18               | 39               | 12               | (54)             | 6-е в ДН         | не вийшли |
| Усього              | Усього  | 129              | 34               | 66               | 27               |                  |                  |           |